# Programmen som förändrade TV

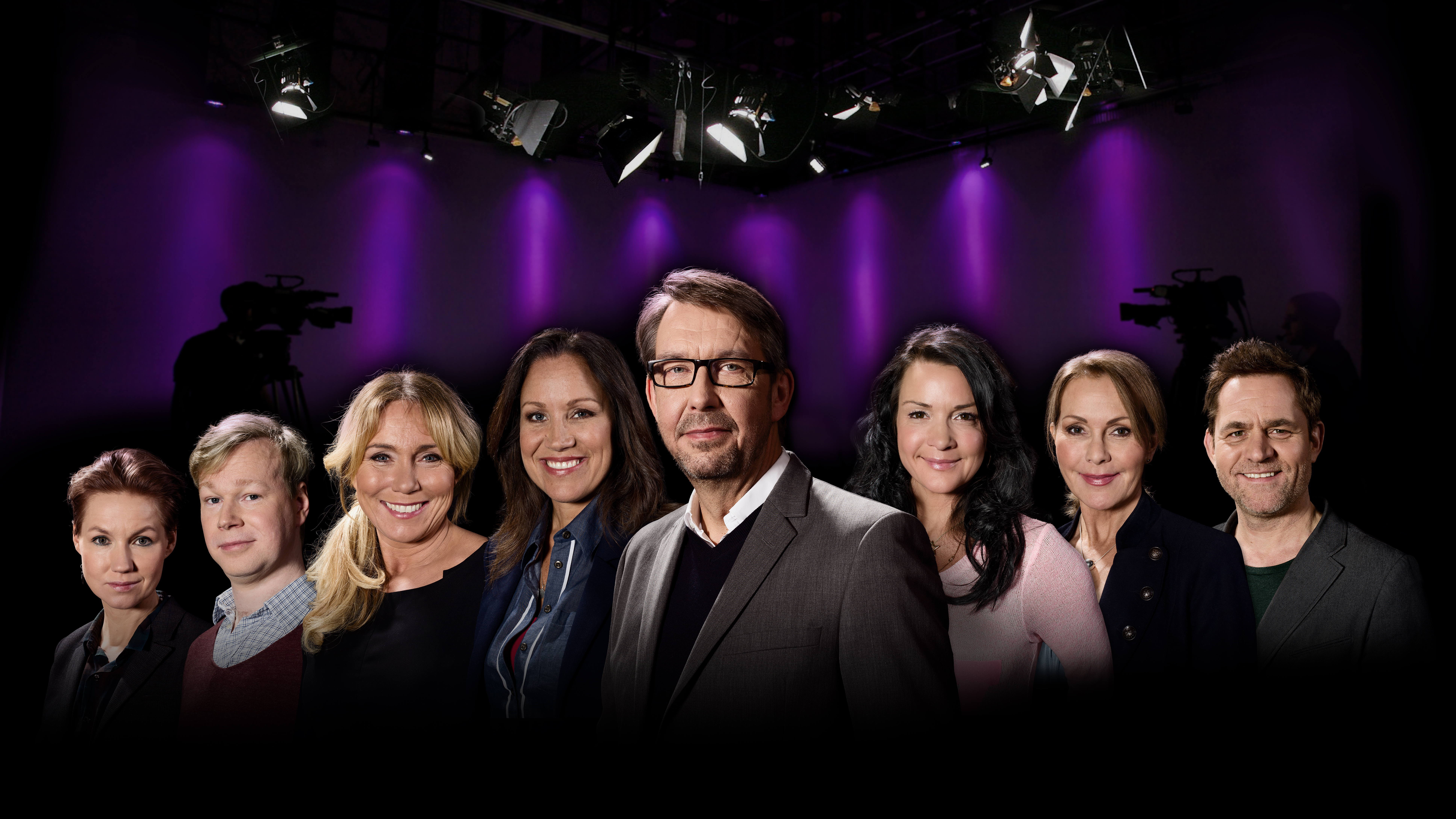
Seriens programledare:Tova Magnusson, Johan Glans, Anne Lundberg, Renée Nyberg, Hasse Aro, Sofia Wistam, Anna Lindmarker och Rickard Olsson. Foto: Fredrik Olsson/UR

Programmen som förändrade TV är en svensk dokumentärserie om TV-historia från 2014, med manus och regi av Magnus Sjöström. Serien skildrar enskilda TV-program som haft avgörande påverkan på mediets utveckling. Den är producerad av UR och sändes ursprungligen på SVT i mars 2014. Serien blev nominerad till Kristallen 2015 i kategorin bästa faktaprogram.

## Beskrivning
Programmen som förändrade TV skildrar program som påverkat TV-mediets utveckling, med fokus på de senaste 50 åren. Avsnitten är tematiskt indelade efter TV-genrer: reality, drama, fakta och livsstil, tävlingar, nyheter och sport, talkshow, barn och ungdomar samt humor. I varje avsnitt porträtteras tre specifika TV-produktioner som varit nyskapande eller banbrytande för sin genre..
Programmen som förändrade TV är den tredje upplagan i ordningen av URs ”Som förändrade”-serie om kulturhistoria. De övriga upplagorna i serien är: Låtarna som förändrade musiken (2012), Bilderna som förändrade vetenskapen (2013), Scenerna som förändrade filmen (2016), Ögonblicken som förändrade sporten (2019) Byggnaderna som förändrade staden (2019) samt Händelserna som förändrade klimatet (2024). 